# Соходол (Бакау)
Соходол (рум. Sohodol) насеље је у Румунији у округу Бакау у општини Магура. Oпштина се налази на надморској висини од 321 m.

## Становништво
Према подацима из 2002. године у насељу је живело 511 становника, од којих су сви румунске националности.